# Mimas excessiva
Mimas excessiva är en fjärilsart som beskrevs av Gillmer 1916. Mimas excessiva ingår i släktet Mimas och familjen svärmare. Inga underarter finns listade i Catalogue of Life.